# مورسنگ‌چشم موش‌رنگ
مورسنگ‌چشم موش‌رنگ (نام علمی: Thamnophilus murinus) گونه‌ای از پرندگان خانواده مورچه‌مرغان است.
در بولیوی، برزیل، کلمبیا، اکوادور، گویان فرانسه، گویان، پرو، سورینام و ونزوئلا یافت می‌شود. زیستگاه طبیعی آن جنگل‌های دشت نمناک نیمه‌گرمسیری یا گرمسیری است.